# Barbara Young
Barbara Scott Young, baronne Young de Old Scone, (née le 8 avril 1948 à Perth, en Écosse) est membre travailliste de la Chambre des lords. Elle est créée pair à vie le 4 novembre 1997 en tant que baronne Young de Old Scone, de Old Scone à Perth et Kinross.  
La baronne Young est actuellement présidente du Woodland Trust. Elle rejoint au conseil d'administration de la Fiducie en janvier 2016 et en devient présidente le 9 juin 2016. 

## Biographie
Elle est directrice générale de l'Association caritative pour la santé Diabetes UK, poste qu'elle occupe du 1er novembre 2010 à septembre 2015. 
Avant de rejoindre Diabetes UK, Young participe à la création de la Care Quality Commission (CQC). Ensuite, le secrétaire à la Santé Alan Johnson annonce la nomination de la baronne Young à la présidence de l'organisation le 15 avril 2008. L'annonce faisait suite à un exercice de recrutement indépendant mené par la Commission des nominations et à une audition d'examen préalable à la nomination  par le Health Select Committee, qui a par la suite approuvé la nomination de Barbara Young à la présidence du CQC. Elle occupe ce poste jusqu'au 1er février 2010. 
Avant d'occuper le poste de présidente du CQC, Barbara Young est directrice générale de l'Agence pour l'environnement (2000 - mai 2008), nomination qui l'a amenée à devenir membre non affiliée de la Chambre des lords ; auparavant, elle siégeait avec les travaillistes. Elle occupe également d'autres postes: présidente de English Nature; vice-président de la BBC ; membre du conseil d'administration d'AWG plc; Directrice générale de la Royal Society for the Protection of Birds et d'un certain nombre d'autorités sanitaires locales, notamment Parkside Health Authority. 
En 2010, Barbara Young est nommée chancelière de Université de Cranfield et est élue membre honoraire de la Royal Society of Edinburgh en 2017. 